# 耿豪
耿 豪（てき ごう、506年 - 550年）は、中国の西魏の軍人。もとの名は令貴。本貫は鉅鹿郡。

## 経歴
その先祖は劉淵・石勒の乱を避けて、遼東に逃れ、前燕に仕えた。曾祖父の耿超の代に北魏に帰順し、神武川に家をかまえた。耿豪は賀抜岳の西征のとき、幕下に召された。534年、賀抜岳が殺害されると、耿豪は宇文泰に帰順し、武勇をもって知られた。侯莫陳悦を討ち、孝武帝を迎えて、前後の功績により、平原県子に封ぜられ、寧朔将軍・奉車都尉に任ぜられた。征虜将軍に転じ、通直散騎常侍を加えられ、爵位は侯に進んだ。537年、宇文泰の下で竇泰を討ち、弘農を奪回して、耿豪はいずれも先鋒をつとめ、前将軍・中散大夫を加えられた。沙苑の戦いでは、耿豪の殺傷する者が多く、甲冑を血で赤く染めつくしたので、宇文泰はこれを見て驚嘆した。耿豪の爵位は公に進んだ。鎮北将軍・金紫光禄大夫・南郢州刺史に任ぜられた。
543年、宇文泰の下で邙山の戦いに参加した。この戦いで耿豪は右手で刀を抜き、左手に矛を取って、大呼してひとり敵の乱刃の中へ突入し、多くを殺傷した。戦功により、北雍州刺史に任ぜられた。547年、車騎大将軍・儀同三司に進んだ。549年、和稽氏の姓を受け、侍中・驃騎大将軍・開府儀同三司に進んだ。
耿豪は性格が凶暴で、不遜の言辞が多かった。宇文泰はかれの驍勇を惜しんで、ことあるごとに容認していた。李穆と蔡祐が耿豪と同時に開府となり、同列となったが、耿豪はそのことに不満で、「世に李穆・蔡祐は丞相の臂膊（ひじにく）と言う。耿豪・王勇は丞相の咽項（のどくび）と言う。咽項は上にあり勝っている」と宇文泰に言った。550年、45歳で死去した。宇文泰はかれの死を痛惜して、本官を贈り、朔州刺史を加えた。
子の耿雄が後を嗣ぎ、大将軍に上った。

## 伝記資料
- 『周書』巻29 列伝第21
- 『北史』巻66 列伝第54